# Природні сфінкси Каралезької долини
Приро́дні сфі́нкси Карале́зької доли́ни — геологічна пам'ятка природи місцевого значення, розташована поблизу села Залісне Бахчисарайського району АР Крим. Створена відповідно до Постанови ВР АРК № 92 від 15 грудня 1964 року.

## Загальні відомості
Землекористувачем пам'ятки є Красномацька сільська рада, площа 5 га. Розташована в Бахчисарайському районі на схід від села Залісне Бахчисарайського району.

## Галерея

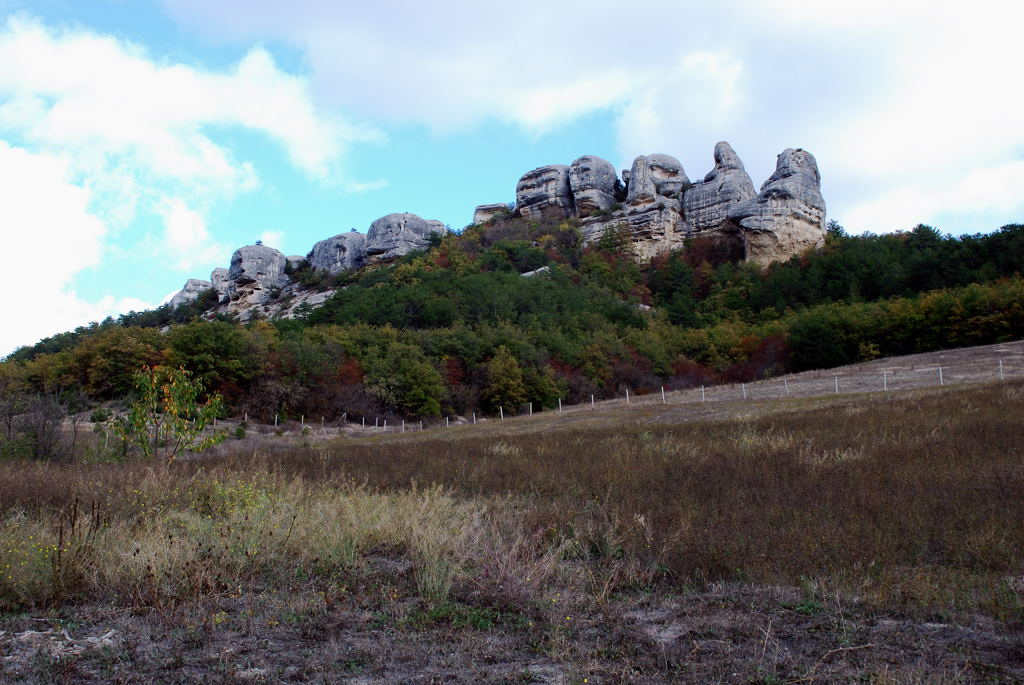
Природні сфінкси Каралезьської долини у жовтні 2009
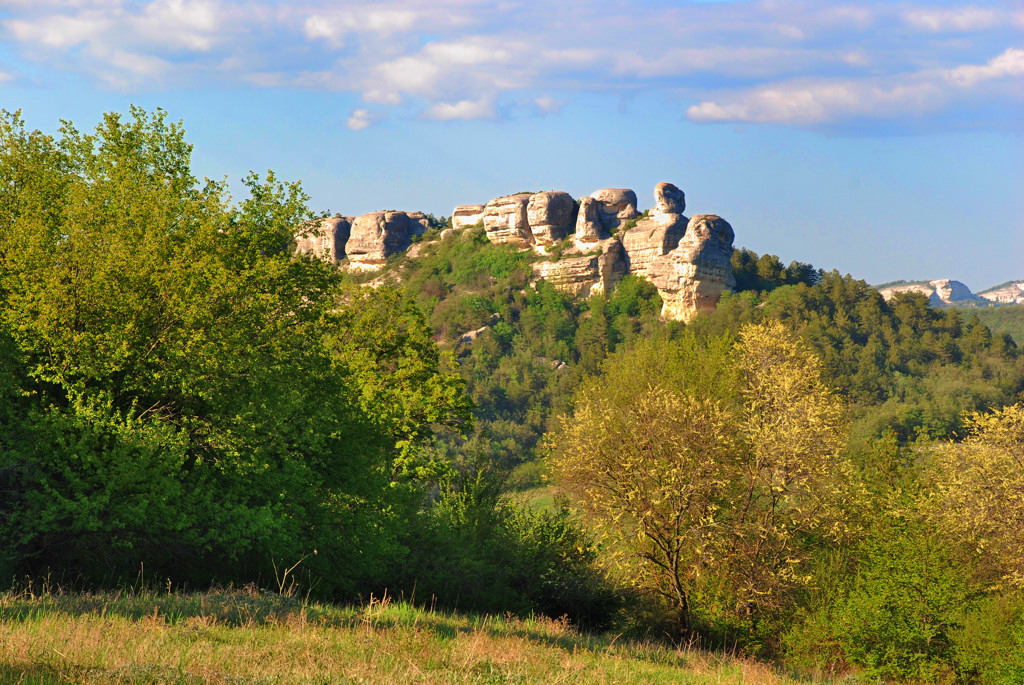
Природні сфінкси Каралезьської долини у травні 2010
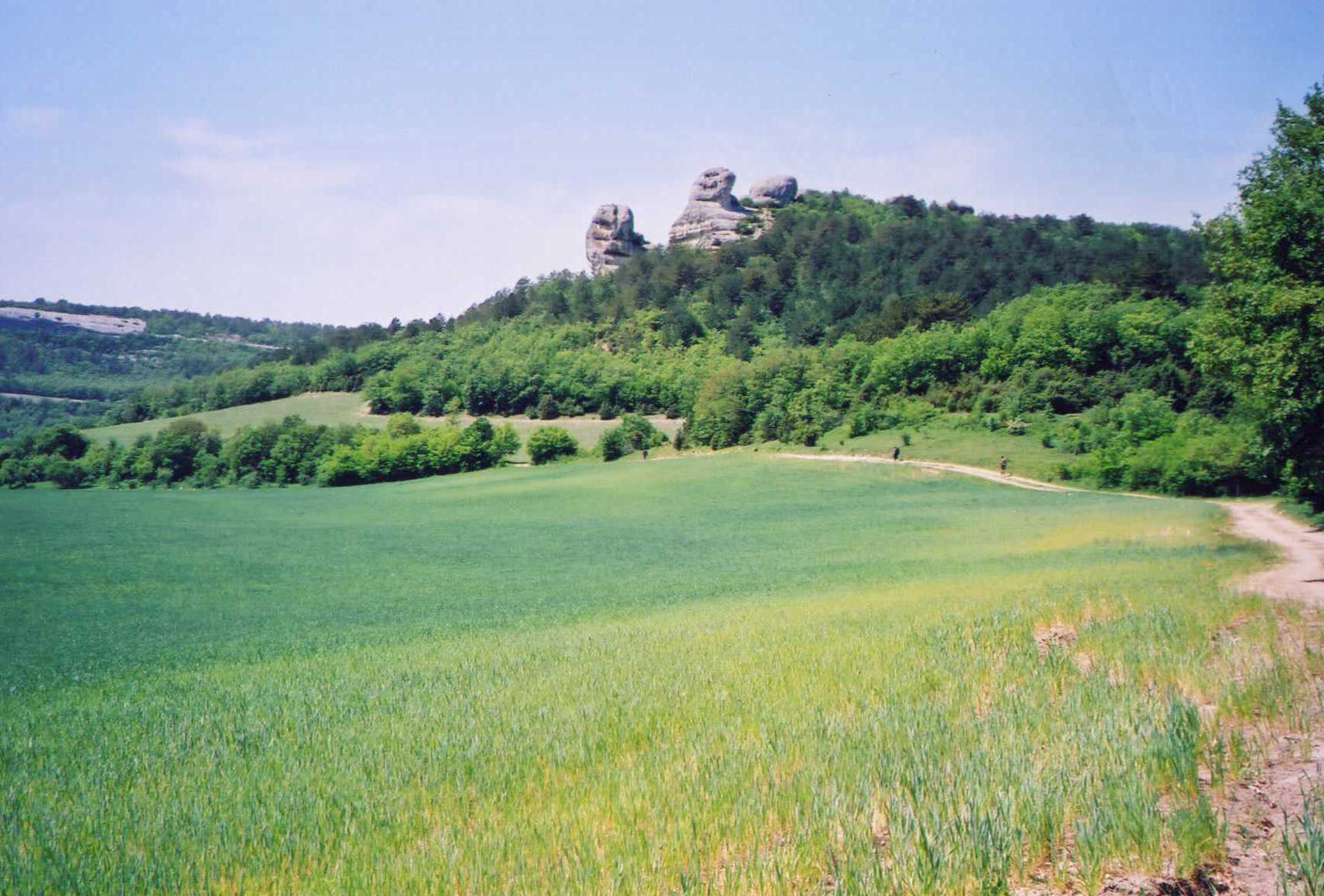
Сфінкси Каралезьської долини у травні 2001